# George Kenneth Mallory
George Kenneth Mallory (14 de febrero de 1900–1986) fue un patólogo nacido en Estados Unidos recordado  principalmente por describir el desgarro de Mallory-Weiss.
Nació en Boston, Massachusetts el 14 de febrero de 1900, hijo de Franco Burr Mallory. Recibió su título de médico de  la Escuela de Medicina de Harvard en 1926, y posteriormente se integra  al Instituto de Patología Mallory (fundado por, y posteriormente bautizado con el apellido de su padre) del Hospital de la Ciudad del Boston asumiendo como director de este en 1951. Conferenciante tanto en la Escuela de Medicina de Harvard como en la Escuela de Medicina de Boston, fue nombrado profesor  en esta última en 1948 y posteriormente profesor emérito en 1966. Su interés preferente estaba orientado a las enfermedades del hígado y riñones.
En 1929 Mallory y Soma Weiss, una doctora de Harvard, describen 15 casos de hemorragia severa e indolora  provocados por un desgarro en la mucosa del esófago o de la unión gastroesofágica precedidos por vómitos en pacientes alcohólicos. Describieron posteriormente 6 casos más en 1932. Este cuadro se conoce como Síndrome de Mallory–Weiss.